# 2012 aux Palaos
Cet article présente les faits marquants de l'année 2012 aux Palaos.

## Évènements
- 6 novembre : Élection présidentielle[1]. Le sortant, le Président sans étiquette Johnson Toribiong, est battu par son adversaire sans étiquette Tommy Remengesau[2]. Il prêtera serment pour prendre ses fonctions le 17 janvier 2013[3].